# 베이비몬스터
베이비몬스터(BABYMONSTER)는 2024년 4월 1일에 데뷔한 대한민국의 YG 엔터테인먼트 소속 7인조 다국적 걸 그룹이다.
현재 멤버 라미는 건강상의 이유로 활동 중단하여 6인체제로 팀 활동 중에 있다.

## 구성원
| 이름   | 소개 |
| ------ | --- |
| 루카   | - 본명 : 카와이 루카 - 생년월일 : 2002년 3월 20일(23세) - 출생지 : 일본 나가사키현 쓰시마시 - 활동기간 : 2023년 11월 27일 ~ 현재 - 포지션 : 래퍼, 댄서     |
| 파리타 | - 본명 : 파리따 분팍디타위욧 - 생년월일 : 2005년 8월 26일(19세) - 출생지 : 태국 라용 사멧섬 - 활동기간 : 2023년 11월 27일 ~ 현재 - 포지션 : 보컬           |
| 아사   | - 본명 : 에나미 아사 - 생년월일 : 2006년 4월 17일(19세) - 출생지 : 일본 오키나와현 나하시 - 활동기간 : 2023년 11월 27일 ~ 현재 - 포지션 : 래퍼, 보컬, 댄서 |
| 아현   | - 본명 : 정아현 - 생년월일 : 2007년 4월 11일(18세) - 출생지 : 대한민국 강원도 춘천시 - 활동기간 : 2024년 4월 1일 ~ 현재 - 포지션 : 센터, 보컬, 래퍼, 댄서  |
| 라미   | - 본명 : 신하람 - 생년월일 : 2007년 10월 17일(17세) - 출생지 : 대한민국 서울특별시 중랑구 상봉동 - 활동기간 : 2023년 11월 27일 ~ 현재 - 포지션 : 보컬      |
| 로라   | - 본명 : 이다인 - 생년월일 : 2008년 8월 14일(17세) - 출생지 : 대한민국 강원도 강릉시 내곡동 - 활동기간 : 2023년 11월 27일 ~ 현재 - 포지션 : 보컬           |
| 치키타 | - 본명 : 리라차 폰데차피팟 - 생년월일 : 2009년 2월 17일(16세) - 출생지 : 태국 치앙라이 - 활동기간 : 2023년 11월 27일 ~ 현재 - 포지션 : 보컬                |

## 음반 목록

### 정규
- 2024년 11월 1일 《DRIP》

### EP
- 2024년 4월 1일 《BABYMONS7ER》
- 2025년 10월 10일 《WE GO UP》

### 디지털 싱글
- 2023년 11월 27일 《BATTER UP》
- 2024년 2월 1일 《Stuck In The Middle》 (미니 1집, 선공개곡)
- 2024년 7월 1일 《FOREVER》 (정규 1집, 선공개곡)
- 2025년 7월 1일 《HOT SAUCE》

## 수상 목록

### 시상식
- 2024년 써클차트 뮤직 어워즈 글로벌 스트리밍 부문 올해의 신인상
- 2024년 엠넷 아시안 뮤직 어워즈 팬스 초이스상
- 2025년 제39회 골든디스크 시상식 여자 신인상
- 2025년 제1회 디 어워즈 디 어워즈 드림즈 실버 라벨상
- 2025년 제34회 서울가요대상 그룹부문 K-POP WORLD CHOICE상

### 가요 프로그램 1위
| 연도            | 수상 내역 (총 2회)                                   |
| --------------- | ---------------------------------------------------- |
| 2024년 (총 1회) | - SHEESH (총 1회) - 5월 2일 Mnet 《엠카운트다운》1위 |
| 2025년 (총 1회) |                                                      |